# Żukowiec (Ukraina)
Żukowiec lub Żuków (ukr. Жуковець) – wieś na Ukrainie w rejonie łuckim obwodu wołyńskiego.

## Historia
Własność Żukowickich z Żukowa. Niegdyś wieś w powiecie łuckim.
Do 2020 w rejonie horochowskim. 